# Bukovec (okres Košice-okolie)

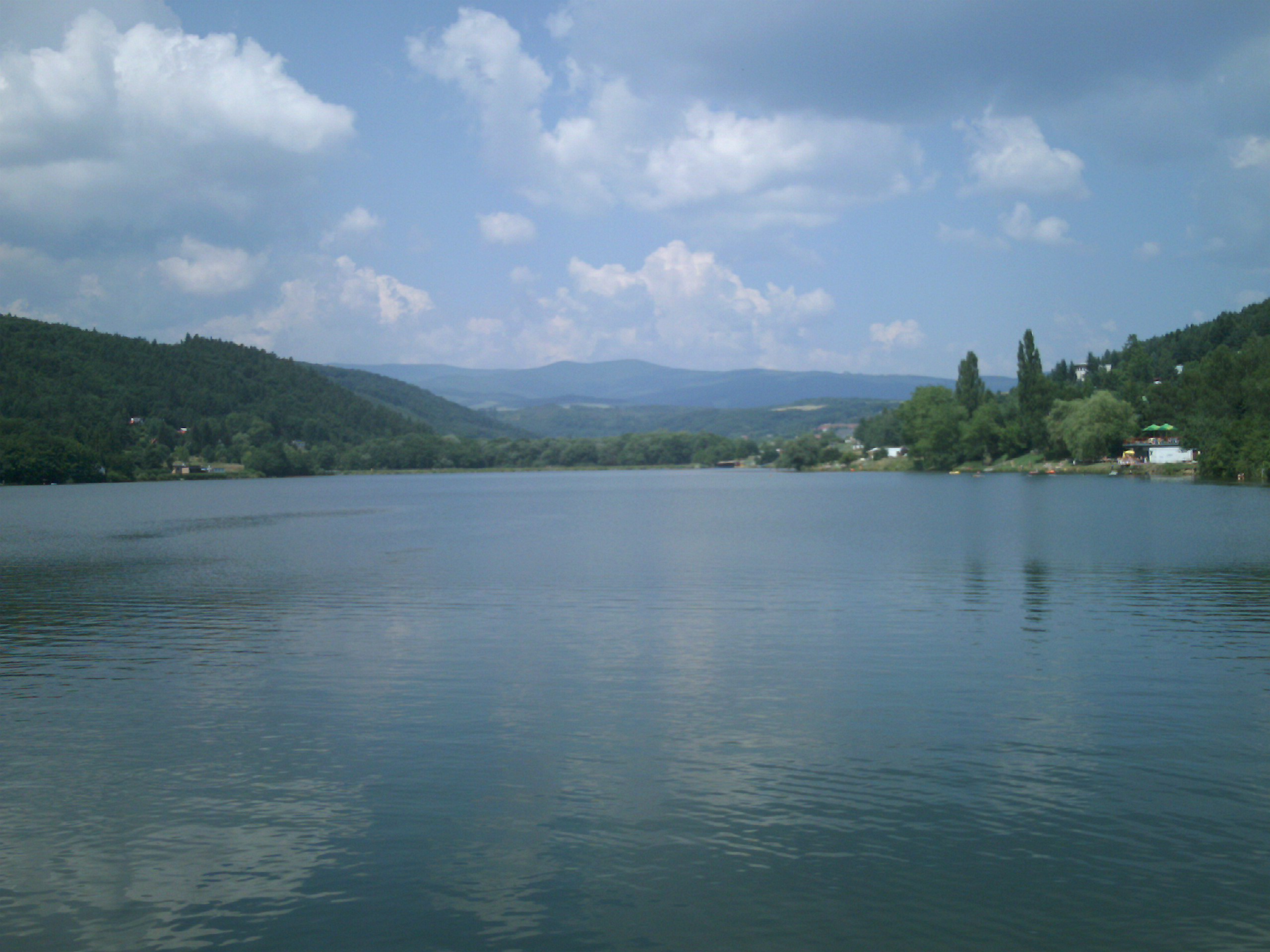
Bukovec

Bukovec (Hongaars: Idabukóc) is een Slowaakse gemeente in de regio Košice, en maakt deel uit van het district Košice-okolie.
Bukovec telt 732 inwoners.